# Gouvernement Poul Nyrup Rasmussen I
 (août 2023).
Si vous disposez d'ouvrages ou d'articles de référence ou si vous connaissez des sites web de qualité traitant du thème abordé ici, merci de compléter l'article en donnant les références utiles à sa vérifiabilité et en les liant à la section « Notes et références ».
Royaume de Danemark
Schlüter IV Rasmussen II
Le cabinet Poul Nyrup Rasmussen I (Regeringen Poul Nyrup Rasmussen I, en danois) est le gouvernement du royaume de Danemark entre le 25 janvier 1993 et le 27 septembre 1994, durant la soixante-et-unième législature du Folketing.

## Coalition et historique
Dirigé par le nouveau Premier ministre social-démocrate, Poul Nyrup Rasmussen, il est formé d'une coalition de centre gauche entre les Sociaux-démocrates (SD), les Démocrates du centre (CD), les Parti social-libéral danois (RV) et le Parti populaire chrétien (KFP), qui disposent ensemble de 88 députés sur 179 au Folketing, soit 49,2 % des sièges. Il bénéficie du soutien d'un député des Îles Féroé et d'un député du Groenland. La majorité gouvernementale dispose donc de 90 députés sur 179 au Folketing, soit 50,2 % des sièges.
Il a été formé à la suite de la démission du quatrième cabinet du conservateur Poul Schlüter, constitué du Parti populaire conservateur (KF) et du Parti libéral (V), après la révélation d'agissements illégaux du ministre de la Justice. À la suite des élections législatives anticipées du 21 septembre 1994, la coalition au pouvoir s'est maintenue, sans le KFP, et a pu former le cabinet Poul Nyrup Rasmussen II.

## Composition

### Initiale
| Fonction                                                                | Titulaire | Titulaire                                        | Parti |
| ----------------------------------------------------------------------- | --------- | ------------------------------------------------ | ----- |
| Premier ministre                                                        |           | Poul Nyrup Rasmussen                             | SD    |
| Ministre de l'Économie                                                  |           | Marianne Jelved                                  | RV    |
| Ministre des Finances                                                   |           | Mogens Lykketoft                                 | SD    |
| Ministre des Affaires étrangères                                        |           | Niels Helveg Petersen                            | RV    |
| Ministre de l'Environnement                                             |           | Svend Auken                                      | SD    |
| Ministre de l'Énergie                                                   |           | Jann Sjursen                                     | KFP   |
| Ministre de la Coopération pour le développement                        |           | Helle Degn                                       | SD    |
| Ministre de l'Éducation                                                 |           | Ole Vig Jensen                                   | RV    |
| Ministre de l'Intérieur                                                 |           | Birte Weiss                                      | SD    |
| Ministre du Logement Ministre de la Coopération nordique et la Baltique |           | Flemming Kofod-Svendsen                          | KFP   |
| Ministre de la Défense                                                  |           | Hans Hækkerup                                    | SD    |
| Ministre de la Recherche et de la Technologie                           |           | Svend Bergstein                                  | CD    |
| Ministre des Affaires sociales                                          |           | Karen Jespersen                                  | SD    |
| Ministre de la Justice                                                  |           | Pia Gjellerup (jusqu'au 29/03/1993) Erling Olsen | SD    |
| Ministre de l'Agriculture et de la Pêche                                |           | Bjørn Westh                                      | SD    |
| Ministre de la Fiscalité                                                |           | Ole Stavad                                       | SD    |
| Ministre de la Coordination économique                                  |           | Mimi Jakobsen                                    | CD    |
| Ministre de l'Industrie                                                 |           | Jan Trøjborg                                     | SD    |
| Ministre des Transports                                                 |           | Helge Mortensen                                  | SD    |
| Ministre de la Communication et du Tourisme                             |           | Arne Melchior                                    | CD    |
| Ministre de la Culture                                                  |           | Jytte Hilden                                     | SD    |
| Ministre du Travail                                                     |           | Jytte Andersen                                   | SD    |
| Ministre de la Santé                                                    |           | Torben Lund                                      | SD    |
| Ministre pour les Affaires ecclésiastiques                              |           | Arne Oluf Andersen                               | CD    |

### Remaniement du28 janvier 1994
- Les nouveaux ministres sont indiqués en gras, ceux ayant changé d'attributions en italique.

| Fonction                                                                | Titulaire | Titulaire                                                  | Parti |
| ----------------------------------------------------------------------- | --------- | ---------------------------------------------------------- | ----- |
| Premier ministre                                                        |           | Poul Nyrup Rasmussen                                       | SD    |
| Ministre de l'Économie                                                  |           | Marianne Jelved                                            | RV    |
| Ministre des Finances                                                   |           | Mogens Lykketoft                                           | SD    |
| Ministre des Affaires étrangères                                        |           | Niels Helveg Petersen                                      | RV    |
| Ministre de l'Environnement                                             |           | Svend Auken                                                | SD    |
| Ministre de l'Énergie                                                   |           | Jann Sjursen                                               | KFP   |
| Ministre de la Coopération pour le développement                        |           | Helle Degn                                                 | SD    |
| Ministre de l'Éducation                                                 |           | Ole Vig Jensen                                             | RV    |
| Ministre de l'Intérieur                                                 |           | Birte Weiss                                                | SD    |
| Ministre du Logement Ministre de la Coopération nordique et la Baltique |           | Flemming Kofod-Svendsen                                    | KFP   |
| Ministre de la Défense                                                  |           | Hans Hækkerup                                              | SD    |
| Ministre de la Recherche Ministre des Affaires ecclésiastiques          |           | Arne Oluf Andersen                                         | CD    |
| Ministre des Affaires sociales                                          |           | Bente Juncker (jusqu'au 11/02/1994) Yvonne Herløv Andersen | CD    |
| Ministre de la Justice                                                  |           | Erling Olsen                                               | SD    |
| Ministre de l'Agriculture et de la Pêche                                |           | Bjørn Westh                                                | SD    |
| Ministre de la Fiscalité                                                |           | Ole Stavad                                                 | SD    |
| Ministre de la Coordination économique et de l'Industrie                |           | Mimi Jakobsen                                              | CD    |
| Ministre des Transports                                                 |           | Jan Trøjborg                                               | SD    |
| Ministre de la Communication et du Tourisme                             |           | Helge Mortensen                                            | SD    |
| Ministre de la Culture                                                  |           | Jytte Hilden                                               | SD    |
| Ministre du Travail                                                     |           | Jytte Andersen                                             | SD    |
| Ministre de la Santé                                                    |           | Torben Lund                                                | SD    |

## Féminisation du gouvernement
Lors de sa formation, le cabinet contient huit femmes ministres, sur un total de vingt-trois portefeuilles ministériels.